# 西平蕉莊戰鬥
西平蕉莊戰鬥發生於1927年5月13日－15日，地點則是在中國豫東一帶（今西平县焦庄乡一带），是國民革命軍北伐戰爭的戰鬥之一。西平蕉莊戰鬥的交戰雙方，一方為國民革命軍，另一方為北洋政府所轄軍隊。

## 參看
- 中華民國北洋政府時期內戰戰鬥列表